# Acer douglasense
Acer douglasense — це вимерлий вид клена, описаний за викопними листками. Вид відомий виключно з ранньоеоценових відкладень, відкритих у національному парку та заповіднику Катмай, округ Кадьяк, Аляска. Це типовий вид для вимерлої секції Douglasa.

## Опис
Листки Acer douglasense мають просту структуру і в основному овальну форму. Глибоко п'ятилопатева структура та структура третинної жилки дуже схожі на сучасний вид A. spicatum.